# Селма Кучевић
Селма Кучевић (Тутин, 9. децембар 1991) српска је политичарка. Чланица је Странке демократске акције Санџака. Од августа 2024. врши функцију председнице Општине Тутин. Предходно је била посланица у Народној Скупштини у три узастопна сазива од августа 2020. до августа 2024.

## Политичко деловање
Њен отац Шемсудин Кучевић био је један од оснивача СДА Санџака и високи функционер те партије. На челу општине Тутин био је више од 16 година.
Од августа 2020. обавља функцију народне посланице у Народној скупштини Србије. Дана 1. августа 2022. поново је изабрана за исту функцију. Чланица је Одбора за здравље и породицу и Одбора за права детета Народне скупштине Србије.
Дана 1. августа 2024. изабрана је за председницу Општине Тутин и тиме постала прва жена на тој функцији уз то је и најмлађа особа изабрана на ту функцију.

## Ставови
Током 2022. године учествовала је на конференцији „Народна скупштина албанских Алпа“ у Пећи, где су учествовали политички представници са делова замишљене територије Велике Албаније а она је била један од представника територије Рашке односно Санџака.
Она тврди да државни органи врше грубу дискриминацију Бошњака. Сматра да су друге политичке опције Бошњака Србије које су учествовале у власти, у служби великосрпске политике.
По питању проблема у друштву Србије и суживоту навела је: Ако се и даље наставе величати ратни злочинци, онда се нама Бошњацима у овом великосрпском окружењу црно пише.
Залаже се за промену химне, заставе и грба државе Србије како би били потпуно неутрални. Залаже се за интеграцију Србије у НАТО и ЕУ.
Републику Српску је описала као ратни плијен и додала је Било би очекивано питање постојања „Републике Српске“.